# Nornik iberyjski
Nornik iberyjski (Microtus cabrerae) – gatunek ssaka z podrodziny  karczowników (Arvicolinae) w obrębie rodziny chomikowatych (Cricetidae).

## Zasięg występowania
Nornik iberyjski występuje na Półwyspie Iberyjskim w Hiszpanii i Portugalii i ma nieciągły zasięg występowania.

## Taksonomia
Gatunek po raz pierwszy zgodnie z zasadami nazewnictwa binominalnego opisał w 1906 roku brytyjski zoolog Oldfield Thomas nadając mu nazwę Microtus cabrerae. Holotyp pochodził z góry Sierra de Guadarrama, w okolicy Rascafría, w Hiszpanii.
M. cabrerae jest jedynym żyjącym przedstawicielem podrodzaju Iberomys. Ma bliższe powiązania filogenetyczne z nearktycznymi Microtus niż z jego kongenerami z Palearktyki. Najbliższy mu był wymarły w późnym środkowym plejstocenie Microtus brecciencis z Hiszpanii, południowo-wschodniej Francji i północno-zachodnich Włoch, i z którego prawdopodobnie wyewoluował. Autorzy Illustrated Checklist of the Mammals of the World uznają ten takson za gatunek monotypowy.

### Etymologia
- Microtus: gr. μικρος mikros „mały”; ους ous, ωτος ōtos „ucho”[8].
- cabrerae: dr. Ángel Cabrera y Latorre (1879–1960), hiszpański zoolog, paleontolog, wyemigrował do Argentyny w 1925 roku[9].

## Morfologia
Długość ciała (bez ogona) 100–135 mm, długość ogona 30–52 mm; masa ciała 30–78 g. 

## Występowanie i biologia
Szczątki subfosylne znalezione we Francji dowodzą, że dawniej zamieszkiwał większy obszar. Jest spotykany od poziomu morza do 1500 m n.p.m., przy czym najpospolitszy poniżej 1200 m n.p.m.
Nornik iberyjski występuje na polach, pastwiskach i polanach leśnych, typowo w miejscach bardziej wilgotnych niż preferowane przez nornika zwyczajnego (M. arvalis). Często jest spotykany w pobliżu wody i na skrajach dróg. Optymalnym środowiskiem dla niego są łąki i tereny trawiaste.

## Populacja
Zasięg występowania nornika iberyjskiego kurczy się. Wiele jego subpopulacji jest małych i podlega wahaniom liczebności. Gęstość populacji jest nieduża w porównaniu z innymi karczownikami, od 17 do 350 gryzoni na hektar. Zagraża mu rozwój rolnictwa i utrata wilgotnych siedlisk, a przypuszczalnie także konkurencja międzygatunkowa z karczownikiem zachodnim (Arvicola sapidus). Międzynarodowa Unia Ochrony Przyrody uznaje nornika iberyjskiego za gatunek bliski zagrożenia. Jest chroniony na podstawie konwencji berneńskiej i dyrektywy siedliskowej Unii Europejskiej.